# Baptistère San Giovanni de Volterra
Le baptistère San Giovanni est situé dans le centre historique de Volterra, en face du Duomo, dans la province de Pise, dans le diocèse de Volterra.

## l'extérieur
De plan octogonal, il remonte à la seconde moitié du XIIIe siècle.
Le côté faisant face au Duomo, se caractérise par un revêtement de bandes de marbre blanc et vert et s'orne d'un portail roman attribué à l'atelier de Nicola Pisano.

## l'intérieur

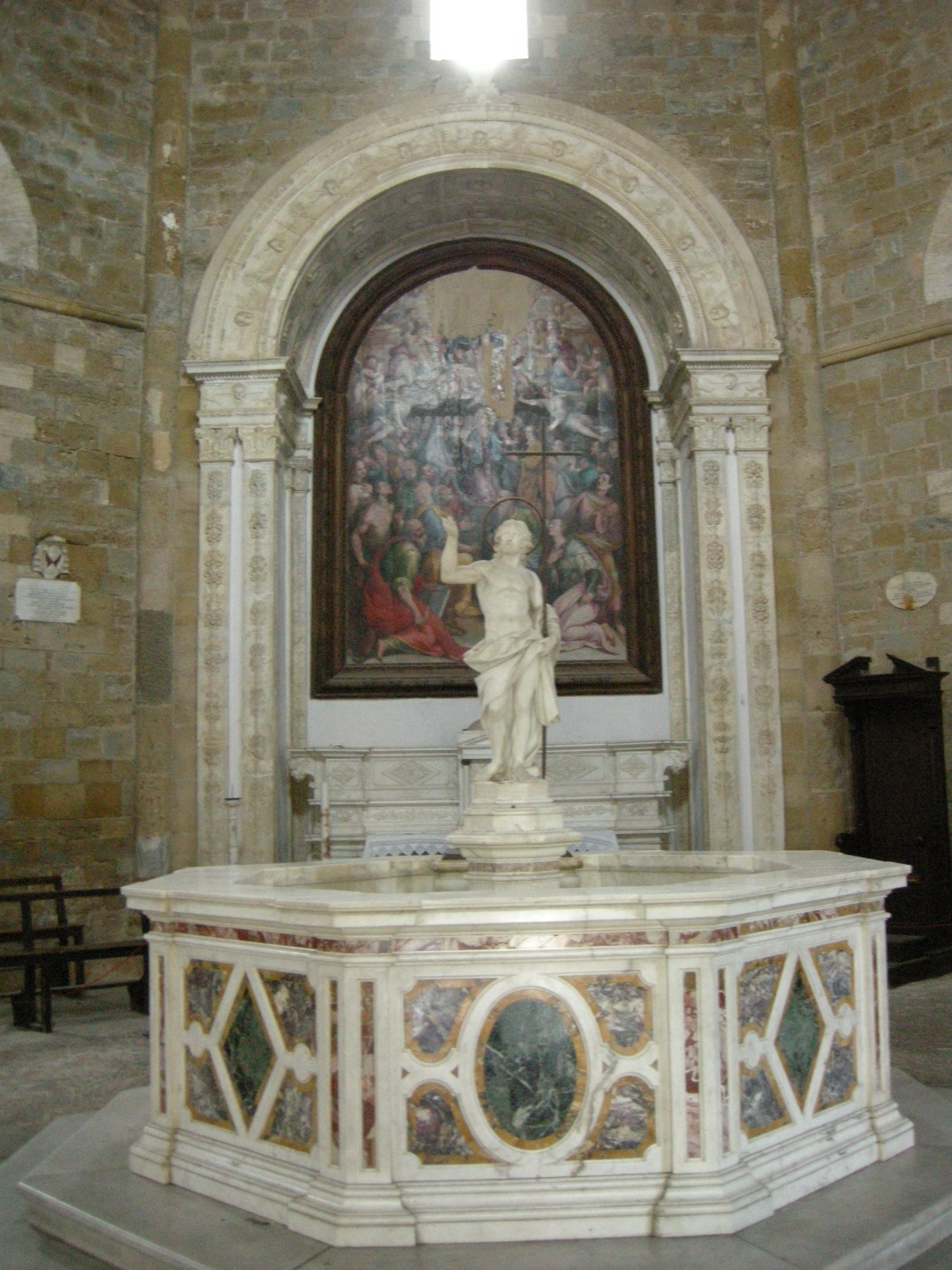
Intérieur avec les fonts baptismaux de Giovanni Vaccà

L'intérieur est divisé en six niches couvertes par un dôme. Il y a, en face de la porte principale, un autel datant de la seconde moitié du XVIIIe siècle.
À la droite de l'autel se trouvent les anciens fonts baptismaux exécutés par Andrea Sansovino en 1502.
Les grands fonts baptismaux situés au centre sont l'œuvre de Giovanni Vaccà (1759) et sont surmontés d'une statue de saint Jean-Baptiste réalisée par Giovanni Antonio Cybei en 1771. Le retable de l’Autel, très fortement endommagé, serait l’oeuvre de Niccolo’ Circignani.